# Ann Casson
Ann Casson (* 6. November 1915 in London, Vereinigtes Königreich; † 2. Mai 1990 ebenda) war eine englische Bühnen- und Filmschauspielerin.

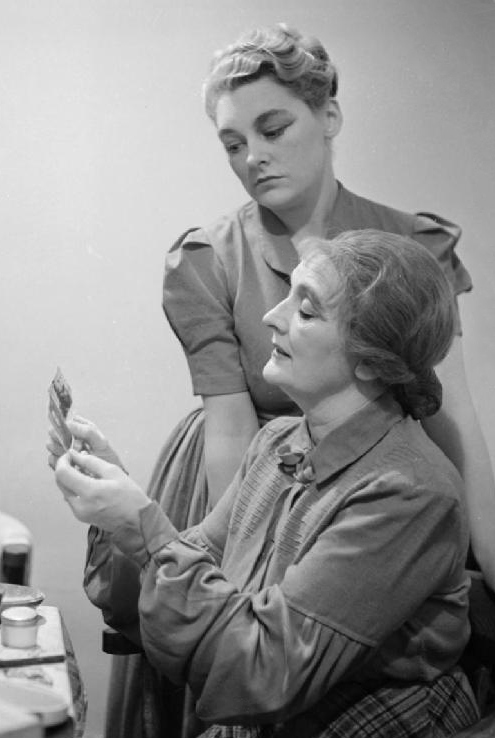
Ann Casson (stehend) und Sybil Thorndike 1941

## Leben und Karriere
Ann Casson wurde 1915 in London geboren. Sie war die Tochter des Schauspielerehepaars Dame Sybil Thorndike und Lewis Casson und Schwester von Mary, Christopher und John Casson. Von 1947 bis 1990 war sie mit dem Schauspieler Douglas Campbell verheiratet. Sie hatte vier Kinder namens Dirk, Benedict, Tom und Teresa.
Ihren ersten Film Escape! drehte sie 1930. 1932 drehte sie Nummer siebzehn, es wurde ihr bekanntester Film, ein frühes Werk von Alfred Hitchcock. Es folgten weniger erfolgreiche Filme.
Sie starb 1990 im Londoner Stadtteil Hampstead.

## Filmografie (Auswahl)
- 1930: Escape!
- 1931: Dance Pretty Lady
- 1931: The Shadow Between
- 1932: The Marriage Bond
- 1932: Bachelor’s Baby
- 1932: Nummer siebzehn (Number Seventeen)
- 1938: The Marvellous History of St. Bernard (Fernsehfilm)
- 1940: George and Margaret
- 1946: Saint Joan (Fernsehfilm)
- 1955: Omnibus (Fernsehserie, Folge 3x16)
- 1957: Folio (Fernsehserie, 1 Folge)
- 1959: The Family Reunion (Fernsehfilm)
- 1959: Startime (Fernsehserie, Folge 1x05)
- 1962: Quest (Fernsehserie, 1 Folge)
- 1962: Festival (Fernsehserie, Folge 3x07)
- 1990: Iron Thunder (I Bought a Vampire Motorcycle)